# Alberto Angela
Alberto Angela (Paris, 8 de abril de 1962) é um paleontólogo, comunicador de ciência, escritor e jornalista italiano.

## Biografia
Nascido em Paris, em 1962 , e filho do notável cientista Piero Angela e Margherita Pastore,  acompanhou o pai freqüentemente em suas viagens desde que era criança, aprendeu diversas outras línguas, (ele é fluente em italiano, inglês e francês). Depois de se formar na França, decidiu estudar Ciências Naturais na universidade La Sapienza de Roma, formando-se, finalmente, com 110 e louvor, e um prêmio para a tese, em seguida, publicada. Continuou seus estudos, participando de vários cursos de pós-graduação em universidades nos Estados Unidos da América (Harvard, Columbia University, UCLA), investigando a paleontologia e Paleoantropologia. Ele é casado e tem três filhos: Riccardo, Edoardo, e Alessandro.

## Carreira

### Atividades de pesquisa
Há mais de 10 anos, desenvolveu uma atividade de pesquisa e escavação no campo participando de expedições internacionais em busca de fósseis de ancestrais do homem (paleoantropologia) no então Zaire (hoje República Democrática do Congo), Ishango, em 1983 e em 1984; e na Tanzânia (Olduvai e Laetoli), em 1986, 1987 e 1988; no Sultanato deOmã , em 1989, na Etiópia (vale do Awash) e na Mongólia , no deserto de Gobi, para procurar os restos de dinossauros e mamíferos primitivos, em 1991.
Em 1986, participou da expedição e as escavações na Garganta de Olduvai, que levaram à descoberta de fósseis de hominídeos viviam de 1,8 milhões de anos atrás (OH62) muito arcaico, do gênero Homo, com uma anatomia que sugere o hábito de subir em nas árvores. Em 1991, na Etiópia, durante uma expedição internacional para pesquisa de fósseis do homem pré-histórico, a expedição dos pesquisadores, no qual ele se localizava no carro do meio, cai em uma emboscada preparada pela tribo guerreira (Issa) com disparo a partir do qual ele sai ileso.

### Atividades de divulgação científica
Como estudioso, ele seguiu a profissão para a qual é mais conhecido, como editor científico, especialmente através da televisão. Ele criou filmagens e serviços em todos os continentes, sítios arqueológicos e paleontológicos, centros de pesquisa, santuários naturalistas e até etnias e culturas extintas como Wairuru (Ande peruano), Hmong e Dao Rossi (Vietnã e China), Hazda (Tanzânia do Sul), Boscimanos (Namíbia) e Pigmeus (Congo).

#### Televisão
Na medida em que seguiu os passos de seu pai, os começos foram afortunados: ele começou a trabalhar como entrevistador da televisão suiça italiana  (RTSI) depois de ter-se feito notar pela sua comunicação em uma entrevista que ele havia lançado. Em 1990, de fato, para este emissor ele concebeu, escreveu e realizou o programa Albatros, uma série de 12 episódios de divulgação científica. A série foi relançada na Itália pela Telemontecarlo, marcando assim sua estreia na Itália.
No âmbito dos programas de televisão, no entanto, ele começou a escrever em 1989, contribuindo para a produção de dois documentários para RAI, nas savanas do "Serengeti: um dia há dois milhões de anos" e "Leopardo". Ele então desenvolveu e escreveu com seu pai, "The Planet of the Dinosaurs", transmitido por Rai 1 em 1993, pelo qual fez todas as suas contribuições para os mais importantes sites paleontológicos de vários continentes, tanto em francês como em inglês, para vendas no exterior do programa.
Ele também é um dos autores dos programas: Superquark, (originado por Quark, de uma costela de que Quark Atlante nasceu - imagens do planeta em 1997); Quark Special e Trip to the Cosmos para Rai 1: mesmo neste caso, para Travel to the Cosmos, todas as suas intervenções em grandes sites de busca espacial foram feitas em inglês e francês para vendas no exterior. Em 1997, para o Discovery Channel foi o primeiro com sua tripulação para entrar (logo após a sua descoberta) e realizar um serviço de televisão na maior tumba egípcia já escavada (KV5, no Vale dos Reis), um trabalho encomendado pelo Ramses II por sua crianças e é composto por 130 quartos e corredores. Em 1998, para o mesmo programa, durante uma estadia na Antártida para a realização de alguns serviços de televisão, foi encontrado junto com a equipe para filmar cerca de 30 graus abaixo de zero. Mesmo antes, para uma transmissão de "Spacing in the Cosmos" de 1996 dedicada à exploração espacial, ele desenvolveu um serviço "flutuante" no ar sob gravidade simulada, viajando a bordo de um A300 usado por astronautas europeus para treinar (O voo criou 30 vezes essa condição, voando sobre o Atlântico).
Ele também é o autor e apresentador do programa passaggio um Nord Oveste, na Rai 1. Ainda em 1998, ele foi o comentarista de campo da versão em italiano da série de documentários Big Cat Diary dedicado às grandes felinos africanos, feito em co-produção entre a Rai e a BBC e filmado inteiramente na reserva de Masai Mara, no Quênia.
Neste setor, também teve uma experiência como um "narrador", quando o Museu de História Natural de Nova York, emprestou sua voz para a versão em italiano de um filme feito com as tecnologias de realidade virtual e dedicado à exploração do universo. Para a versão em inglês deste filme, que exibiu diárias no Museu, emprestaram as vozes para os personagens, incluindo Tom Hanks, Harrison Ford, Jodie Foster e Liam Neeson.
É o condutor, e com seu pai, também o autor de seu programa, Ulisses - A alegria da descoberta, que vai ao ar desde 2000 na Rai 3, cuja primeira edição ganhou o Premio Flaiano para a televisão. Em 2002, enquanto ele estava no deserto do Saara para a fronteira entre aArgélia e Níger, para alcançar uma aposta de Ulisses - A alegria da descoberta, foi vítima de um sequestro, juntamente com a tripulação, por parte dos rebeldes. O sequestro acabou com a sua libertação.
Ele é o curador e o anfitrião da série de documentários de arte ...esta Noite, onda a partir de 2015, na Rai 1, com grande sucesso.
Para o humorna televisão, tem sido objeto de imitação por parte de Neri Marcorè na transmissão do oitavo anão. Alberto Angela tem gostado da imitação de Marcorè, ao ponto de ter tomado parte em um dos esquetes de seus quadros.

#### Escrito
Em 1988 , ele publicou um ensaio sobre as novas técnicas de interatividade nos museus de carácter científico, o direito de Museus e exposições) para a medida de um homem. Como se comunicar através de objetos.
Com o pai, ele tem escrito vários livros de ciência popular: A extraordinária história de um homem (Knopf, 1989), A extraordinária história de vida na Terra (Mondadori, 1992), Planeta dos Dinossauros (Mondadori, 1993), No mar Mediterrâneo (Knopf, 1995), A extraordinária história de uma vida que nasceu.Nove meses no útero (RAI-Eri-Mondadori, 1996), os Tubarões (Mondadori, 1997), Viajar no Cosmos (Knopf, 1998), Monstros do mar (Knopf, 2001). O último de seus livros são de Um dia em Roma Antiga.A vida diária, os segredos e curiosidades de Milão (2007), Império (A. Mondadori, 2010) e o Amor e o sexo na Roma antiga (A. Mondadori, de 2012).
Jornalista freelancer, colabora com vários jornais e revistas, incluindo Impressão, Airone, Epoca e A Voz de Indro Montanelli.
Em novembro de 2015, o livro saiu, Saint Peter (Weidenfeld), que se centrou na famosa basílica. No mesmo ano, graças as receitas provenientes da venda de trabalho para Os três dias de Pompeia (Rizzoli, 2014), foi possível restaurar o fresco Adônis ferido da homônima casa pompeiana. Em 2016 vem de fora, sempre pela editora Rizzoli, Os olhos da mona lisa. A genialidade de Leonardo, como dito pelo Mona Lisa, onde, como o título sugere, o orador conta a vida de Leonardo e suas obras através da adopção de uma invulgar ponto de vista e original: os detalhes da famosa pintura, assim, tornar o pretexto para revelar e dizer não só o modus operandi do gênio renascentista, mas também os locais mais significativos em que o mestre tinha para trabalhar.

## Prémios e distinções
- Ele é membro do Instituto italiano de Paleontologia Humana, de Roma, e o Centro Studi e Ricerche Ligabue de Veneza.
- Em 2008, ele ganhou o "Prêmio Cimitile" com Um dia em Roma antiga (Knopf), a melhor obra de não-ficção.
- Sua transmissão, Ulisses - A alegria da descoberta ganhou, além do "Prêmio Flaiano", o "Guidarello de ouro" e o "Fregene Prêmio".
- Em 24 de setembro de 2009, participou na cerimônia de abertura do ano lectivo, Todos os escolares de 2009, no Quirinale. Em 8 de julho de 2010 , ele foi nomeado um acadêmico honorário da Academia Internacional de Subaquática Ciência e tecnologia, em virtude da sua experiência em mergulho, uma prática de esporte, diligentemente, juntamente com a natação e esqui.[8]
- Foi dedicado a ele um asteróide, o 80652 Albertoangela.[9] Ele também foi dada uma rara espécie marinha Prunum albertoangelai dos mares da Colômbia.
- Para sua disseminação da História recebeu o renomado prêmio internacional "Pórtico de ouro-Jacques Le Goff".[10]
- No dia 26 de setembro de 2011, foi nomeado como o novo "Embaixador da boa vontade" da UNICEF Itália.

## Obras

### Televisão
- Um dia de 2 milhões de anos atrás, e o Leopardo, dois documentários feitos para a Rai , e tiro as savanas do Serengeti, (1989)
- Albatros, que foi ao ar em 1990 pelo Suíço de Televisão italiano (RTSI), e repetido na Itália por Telemontecarlo
- O planeta dos dinossauros, Rai 1, (1993) ( Piero Angela)
- Viajar no cosmos, Rai 1, (1997)
- O grande Gato Diário, uma co-produção da Rai - BBC, (1998)
- Para os eua e Especiais de Superquark, Rai 1, (1994)
- Passaggio um Nord Oeste, na Rai 1, (1997)
- Ulisses - A alegria da descoberta, a Rai 3, (2000)
- Hoje à noite..., Rai 1 tv (a partir de 2015) (Museu Egípcio, Florença, San Pietro, em Veneza)

### Home video - VHS
- Universo, 26 de VHS, Novara, De Agostini, (1996-1997)
- Tubarões um mistério para entender, de Milão. A. Mondadori Newmedia, (1998)
- O mundo maravilhoso do mar, Milano, A. Mondadori Newmedia, Fabio Ratti a Publicação de um Livro e Multimédia (1997)

(estes dois últimos são os CD-Rom, produzido em conjunto com Piero Angela, Alberto de Luca Recchi)
- A grande História do Homem, de 27 de DVD, Roma, Milão, RaiTrade-RCS, (2008)
- A descoberta do Vaticano, Alberto Angela, 6 de DVD, la Repubblica/l espresso-Rai Eri-Rai-Com-OC-CTV, (2014)
- A descoberta dos Museus do Vaticano com Alberto Angela, 6 de DVD, la Repubblica/l espresso-Rai Com-OC-CTV, (2015)

### Dublagem
- Asseclas, dirigido por Pierre Coffin e Kyle Balda (2015)

### Livros
- Museus e exposições) para a medida de um homem. Como se comunicar através de objetos, Roma, Armando, 1988
- A extraordinária história do homem. Pista para pista em uma investigação das nossas origens, com Piero Angela, Milão, A. Mondadori, 1989, ISBN 88-04-33188-7
- A extraordinária história de vida na terra. Diário de uma viagem ao longo de quatro bilhões de anos, com Piero Angela, Milão, A. Mondadori, 1992, ISBN 88-04-35271-X
- O planeta dos dinossauros. Quando os grandes répteis dominava o mundo, com Piero Angela, Milão, A. Mondadori, 1993, ISBN 88-04-37682-1
- Dentro da região do Mediterrâneo, com Piero Angela, Milão, A. Mondadori, 1995, ISBN 88-04-39369-6
- A extraordinária aventura de uma nova vida. Nove meses no ventre, com Piero Angela, Roma, Milão, Foram-A. Mondadori, 1996, ISBN 88-04-40505-8
- Tubarões, com Piero Angela , Alberto de Luca Recchi, Milão, A. Mondadori, 1997, ISBN 88-04-42907-0
- Viajar no cosmos. A descoberta dos mistérios do Universo, com Piero Angela, Milão-Roma, a RAI-ERI-A. Mondadori, 1997, ISBN 88-04-40178-8
- A paisagem vai ser, com Piero Angela e Giuseppe Pederiali, Modena, F. C. Rola, 2000, ISBN 88-8290-207-2
- Monstros do mar, com Piero Angela, Alberto de Luca Recchi, Milão, A. Mondadori, 2001, ISBN 88-04-48105-6
- Um dia na Roma antiga. A vida diária, os segredos e curiosidades, Milão-Roma, a Rai-Eri-A. Mondadori, 2007, ISBN 978-88-04-56013-5
- Império. Viagem no Império romano, na sequência de uma moeda, de Milão, A. Mondadori, 2010, ISBN 978-88-04-59239-6.
- O amor e o sexo na Roma antiga, Roma, Milão, Rai Eri-Mondadori, 2012, ISBN 978-88-04-61392-3
- Viagem na Capela Sistina. A descoberta dos maiores tesouros artísticos de todos os tempos, Milão-Cidade do Vaticano, Rizzoli-Museus do Vaticano, 2013. ISBN 978-88-17-07011-9
- Alberto Angela diz os Bronzes de Riace. A aventura com os dois heróis voltaram do mar, com fotografias de Alberto Angela, Milão, Rizzoli, 2014, ISBN 978-88-17-07554-1
- Os três dias de Pompéia. De 23 a 25 de outubro de 79 d.C. Agora, a maior tragédia da antiguidade, Milão-Roma, Rizzoli-Rai Eri, 2014, ISBN 978-88-17-07730-9
- Basílica de são Pedro. Os segredos e maravilhas de uma longa história curta de dois mil anos, Milão, Rizzoli, 2015, ISBN 978-88-17-08423-9
- Os olhos da mona lisa. A genialidade de Leonardo, como dizem por a Mona Lisa, de Milão, Rizzoli, de 2016, ISBN 978-88-17-09078-0
- Viajar na história, 50 vols., Roma-Milão, RaiCom-Centauria, 2016